# Maria Elisabetta d'Asburgo-Lorena
Maria Elisabetta Giuseppa Giovanna Antonia d'Asburgo-Lorena (Vienna, 13 agosto 1743 – Linz, 22 settembre 1808) era una dei sedici figli di Maria Teresa d'Austria, regina di Boemia e d'Ungheria, e di Francesco I di Lorena, sacro romano imperatore. Rimasta nubile, ricoprì la carica di principessa-badessa del capitolo delle nobili dame di Innsbruck.

## Biografia

### Infanzia e adolescenza

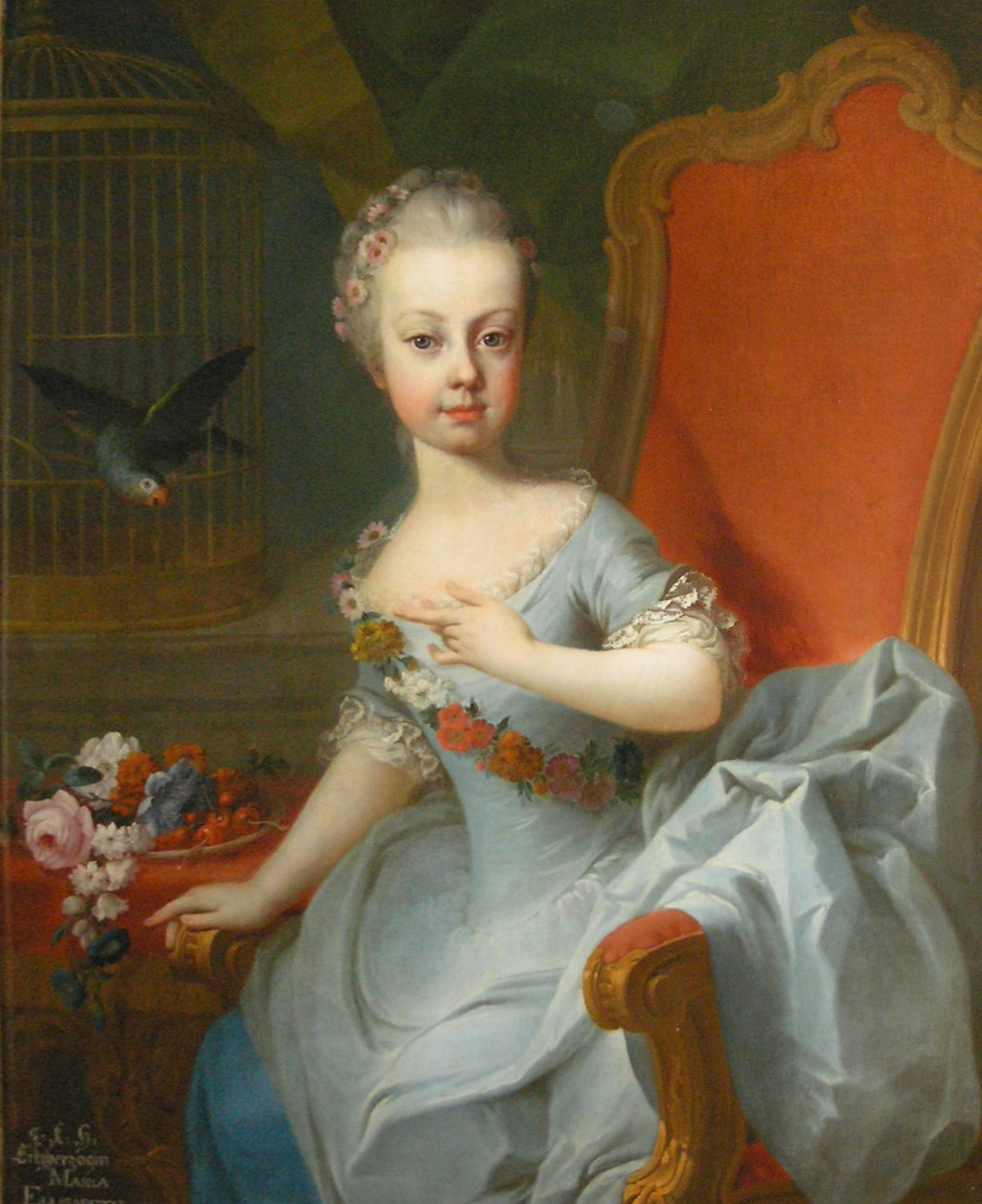
Ambito di Martin van Meytens, ritratto dell'arciduchessa Maria Elisabetta d'Austria da bambina, 1745-1747 circa.

Nata il 13 agosto 1743 a Vienna, l'arciduchessa era la sesta figlia della coppia reale (suo padre, granduca di Toscana, non sarà eletto imperatore che nel 1745). La bambina ricevette il nome di una delle sue sorelle, morta in fasce, che aveva il nome della sua prozia Maria Elisabetta d'Austria, già governante dei Paesi Bassi austriaci, morta tre anni prima. In famiglia era soprannominata Liesl.
Alla sua nascita, i suoi genitori erano immersi nel cuore della guerra di successione austriaca. Il duca di Baviera era stato eletto imperatore con il sostegno della Francia, e il giovane re Federico II di Prussia aveva annesso con prepotenza la Slesia, la più ricca delle province dei territori della Casa d'Austria.
Tuttavia, alla morte dell'imperatore bavarese, Francesco Stefano di Lorena fu eletto imperatore e Maria Teresa conservò i suoi possedimenti, salvo la Slesia che rimarrà alla Prussia.
Intanto l'imperatrice, che esercitava di fatto il potere, riformò i suoi possedimenti ed effettuò un'evoluzione diplomatica, scegliendo - a gran danno dell'imperatore - l'alleanza col nemico tradizionale degli Asburgo: la Francia. Emerse l'idea di un'unione tra i membri del Casato dei Borbone con quelli del Casato degli Asburgo-Lorena.
Così nel 1760 Isabella di Borbone-Parma sposò l'arciduca ereditario Giuseppe; nel 1765 l'arciduca Leopoldo sposò Maria Luisa di Spagna; nel 1768, l'arciduchessa Maria Carolina sposò Ferdinando I delle Due Sicilie e nello stesso anno l'arciduchessa Maria Amalia sposò Ferdinando I di Parma, mentre cominciavano a prendere forma i progetti di un'unione tra l'arciduchessa più giovane, Maria Antonietta, con il Delfino di Francia.

### Progetti matrimoniali

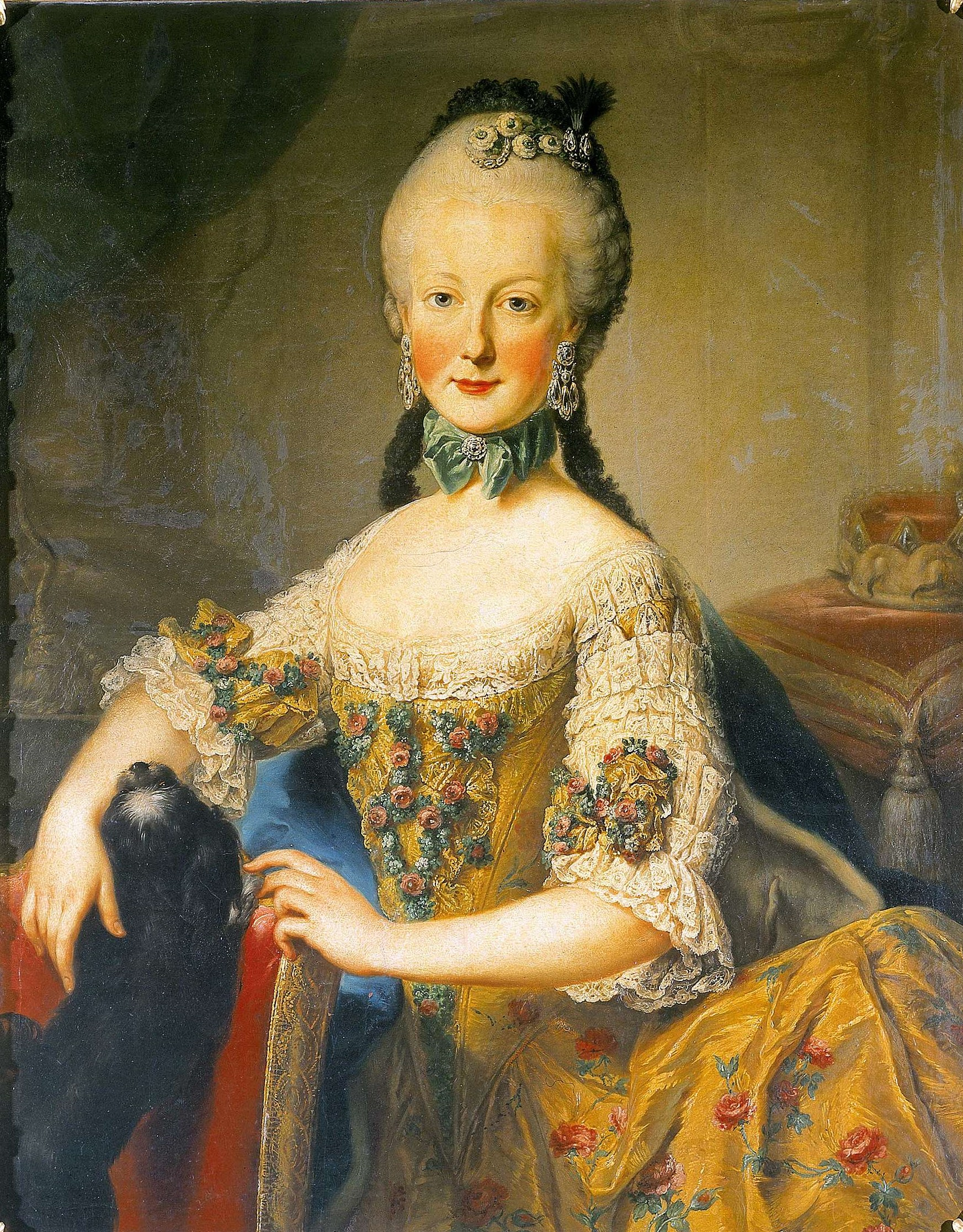
Maria Elisabetta in un ritratto attribuito al Maestro delle arciduchesse, Castello di Schönbrunn, 1767.

Mentre avveniva tutto ciò, Maria Elisabetta, che aveva già 24 anni, era ancora nubile, pur essendo la figlia più bella della coppia imperiale. Era molto consapevole della propria bellezza, cosa di cui si lamentava la madre, che la chiamava eine Kokette der Schönheit (una bella civettuola). Era inoltre un po' perfida talvolta, avendo una predilezione per le beffe e, come sua nonna Elisabetta Carlotta d'Orléans, un certo parlare schietto.
La guerra dei sette anni, che durò dal 1756 al 1763, periodo durante il cui l'arciduchessa passò dall'età adolescenziale all'età adulta, così come lo scarso numero di principi della sua generazione candidabili a un matrimonio, non le permisero di sposarsi. 
Un matrimonio con il re di Polonia andò a monte per le proteste della zarina di Russia.
Tuttavia l'alleanza con i Borbone sembrò promettere a Maria Elisabetta un'unione più prestigiosa di quelle dei suoi fratelli e sorelle. Luigi XV era rimasto vedovo nel giugno del 1768, ma sempre in forma nonostante i suoi cinquantotto anni; i cancellieri e le figlie del re (che temevano un ritorno del padre a una vita da debosciato, che potesse rovinare la sua salute e perdere la sua anima) pensarono a un secondo matrimonio con una principessa del loro rango. Maria Elisabetta era la prescelta: i suoi venticinque anni e la sua bellezza facevano di lei la sposa perfetta.

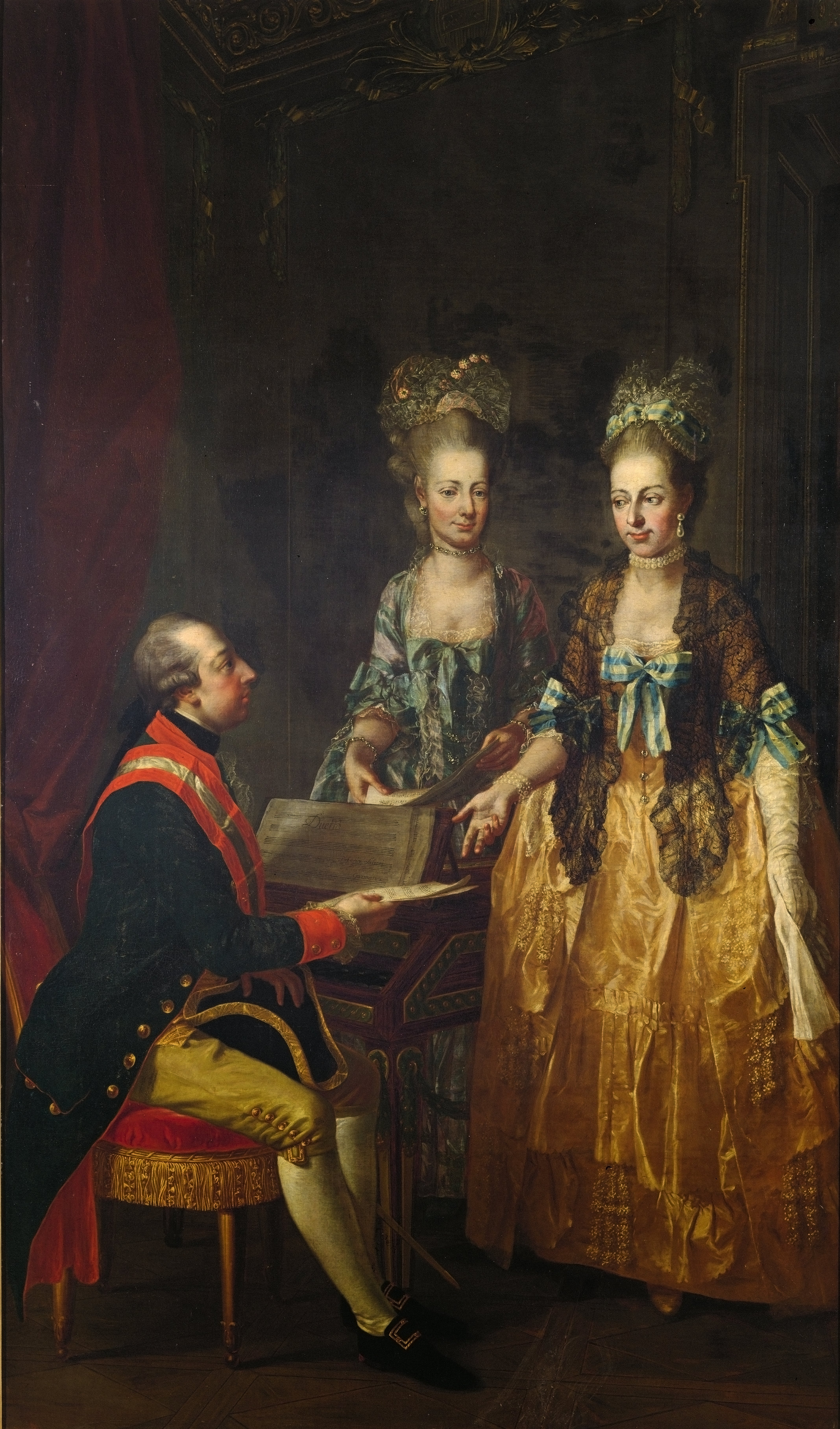
Josef Hauzinger, ritratto dell'imperatore Giuseppe II con le sorelle Maria Anna e Maria Elisabetta, 1778, Kunsthistorisches Museum, Vienna.

In caso di riuscita del progetto, le due sorelle, Maria Elisabetta e Maria Antonietta, sarebbero state regine di Francia, la maggiore avendo sposato il nonno e la minore il nipote, per il grande interesse dell'alleanza franco-austriaca, ma anche per gli interessi della Casata imperiale. Così pensò l'imperatrice e regina Maria Teresa. 
Tuttavia la frivola Maria Elisabetta non andrà mai a Versailles. Il vaiolo distrusse le sue speranze e la sua bellezza, perché le lasciò sul volto i segni indelebili della malattia e un gozzo che la farà soprannominare dal popolo "Liesl la gozzuta" (Kropferte Liesl). Nel 1770 sua sorella minore Maria Antonietta sposò il delfino, nipote di Luigi XV, e divenne successivamente regina di Francia e di Navarra nel 1774.

### Una canonichessa nobile
Come sua zia Anna Carlotta di Lorena, che non aveva potuto sposarsi, l'imperatrice destinò Maria Elisabetta alla vita religiosa (ma non conventuale), nominandola badessa delle canonichesse nobili di Innsbruck, che aveva fondato alla morte di suo marito nel 1765. L'arciduchessa tuttavia, invece di andare a vivere in Tirolo, restò vicino alla sua famiglia a Schönbrunn e alla Hofburg, fino alla morte della madre nel 1780.
Maria Elisabetta ad una certa andò a vivere con la sorella Maria Anna, badessa delle Dame nobili di Praga, dove le succederà nel 1789. Fu da lì che seguirà il tragico destino della sorella minore, la regina di Francia.

### Ultimi anni e morte
Nel gennaio 1806, Maria Elisabetta fuggì da Innsbruck, a causa dell'avanzata dell'esercito napoleonico, e arrivò a Vienna, più tardi si spostò a Linz, dove si spense il 22 settembre 1808 all'età di sessantacinque anni. Venne sepolta nella Chiesa gesuita di Linz, unica, insieme alle sorelle Maria Amalia e Maria Antonietta, a non essere sepolta nella Cripta Imperiale di Vienna, dove riposano i genitori e i fratelli.

## Ascendenza
|                                               |                      |                                       | Genitori                                                     |  |  | Nonni |  |  | Bisnonni          |  |  | Trisnonni           |  |
|                                               |                      |                                       |                                                              |  |  |       |  |  | Carlo V di Lorena |  |  | Nicola II di Lorena |  |
|                                               |                      |                                       |                                                              |  |  |       |  |  | Carlo V di Lorena |  |  | Nicola II di Lorena |  |
|                                               |                      | Claudia Francesca di Lorena           |                                                              |  |  |       |  |  | Carlo V di Lorena |  |  |                     |  |
| Leopoldo di Lorena                            |                      |                                       |                                                              |  |  |       |  |  | Carlo V di Lorena |  |  |                     |  |
|                                               |                      | Eleonora Maria Giuseppina d'Austria   | Ferdinando III d'Asburgo                                     |  |  |       |  |  |                   |  |  |                     |  |
|                                               |                      | Eleonora Maria Giuseppina d'Austria   | Ferdinando III d'Asburgo                                     |  |  |       |  |  |                   |  |  |                     |  |
|                                               |                      | Eleonora Maria Giuseppina d'Austria   | Eleonora Gonzaga-Nevers                                      |  |  |       |  |  |                   |  |  |                     |  |
| Francesco Stefano di Lorena                   |                      | Eleonora Maria Giuseppina d'Austria   |                                                              |  |  |       |  |  |                   |  |  |                     |  |
|                                               |                      | Filippo I di Borbone-Orléans          | Luigi XIII di Francia                                        |  |  |       |  |  |                   |  |  |                     |  |
|                                               |                      | Filippo I di Borbone-Orléans          | Luigi XIII di Francia                                        |  |  |       |  |  |                   |  |  |                     |  |
|                                               |                      | Filippo I di Borbone-Orléans          | Anna d'Austria                                               |  |  |       |  |  |                   |  |  |                     |  |
| Elisabetta Carlotta di Borbone-Orléans        |                      | Filippo I di Borbone-Orléans          |                                                              |  |  |       |  |  |                   |  |  |                     |  |
|                                               |                      | Elisabetta Carlotta di Simmern        | Carlo I Luigi del Palatinato                                 |  |  |       |  |  |                   |  |  |                     |  |
|                                               |                      | Elisabetta Carlotta di Simmern        | Carlo I Luigi del Palatinato                                 |  |  |       |  |  |                   |  |  |                     |  |
|                                               |                      | Elisabetta Carlotta di Simmern        | Carlotta d'Assia-Kassel                                      |  |  |       |  |  |                   |  |  |                     |  |
| Maria Elisabetta                              |                      | Elisabetta Carlotta di Simmern        |                                                              |  |  |       |  |  |                   |  |  |                     |  |
|                                               | Leopoldo I d'Asburgo | Ferdinando III d'Asburgo              |                                                              |  |  |       |  |  |                   |  |  |                     |  |
|                                               | Leopoldo I d'Asburgo | Ferdinando III d'Asburgo              |                                                              |  |  |       |  |  |                   |  |  |                     |  |
|                                               | Leopoldo I d'Asburgo | Maria Anna di Spagna                  |                                                              |  |  |       |  |  |                   |  |  |                     |  |
| Carlo VI d'Asburgo                            | Leopoldo I d'Asburgo |                                       |                                                              |  |  |       |  |  |                   |  |  |                     |  |
|                                               |                      | Eleonora del Palatinato-Neuburg       | Filippo Guglielmo del Palatinato                             |  |  |       |  |  |                   |  |  |                     |  |
|                                               |                      | Eleonora del Palatinato-Neuburg       | Filippo Guglielmo del Palatinato                             |  |  |       |  |  |                   |  |  |                     |  |
|                                               |                      | Eleonora del Palatinato-Neuburg       | Elisabetta Amalia d'Assia-Darmstadt                          |  |  |       |  |  |                   |  |  |                     |  |
| Maria Teresa d'Asburgo                        |                      | Eleonora del Palatinato-Neuburg       |                                                              |  |  |       |  |  |                   |  |  |                     |  |
|                                               |                      | Luigi Rodolfo di Brunswick-Lüneburg   | Antonio Ulrico di Brunswick-Lüneburg                         |  |  |       |  |  |                   |  |  |                     |  |
|                                               |                      | Luigi Rodolfo di Brunswick-Lüneburg   | Antonio Ulrico di Brunswick-Lüneburg                         |  |  |       |  |  |                   |  |  |                     |  |
|                                               |                      | Luigi Rodolfo di Brunswick-Lüneburg   | Elisabetta Giuliana di Schleswig-Holstein-Sonderburg-Norburg |  |  |       |  |  |                   |  |  |                     |  |
| Elisabetta Cristina di Brunswick-Wolfenbüttel |                      | Luigi Rodolfo di Brunswick-Lüneburg   |                                                              |  |  |       |  |  |                   |  |  |                     |  |
|                                               |                      | Cristina Luisa di Oettingen-Oettingen | Alberto Ernesto I di Oettingen-Oettingen                     |  |  |       |  |  |                   |  |  |                     |  |
|                                               |                      | Cristina Luisa di Oettingen-Oettingen | Alberto Ernesto I di Oettingen-Oettingen                     |  |  |       |  |  |                   |  |  |                     |  |
|                                               |                      | Cristina Luisa di Oettingen-Oettingen | Cristina Federica di Württemberg                             |  |  |       |  |  |                   |  |  |                     |  |
|                                               |                      | Cristina Luisa di Oettingen-Oettingen |                                                              |  |  |       |  |  |                   |  |  |                     |  |